# Esquirol de musell llarg de plana de Sulawesi
L'esquirol de musell llarg de plana de Sulawesi (Hyosciurus ileile) és una espècie de rosegador de la família dels esciúrids. És endèmic del nord de la península de Sulawesi (Indonèsia). S'alimenta de cucs. Els seus hàbitats naturals són els boscos primaris, els boscos secundaris i els matollars, on viu a altituds de fins a 1.700 msnm. Està amenaçat per la destrucció del seu entorn per l'activitat humana.